# Katholische Pfarrkirche Hallstatt

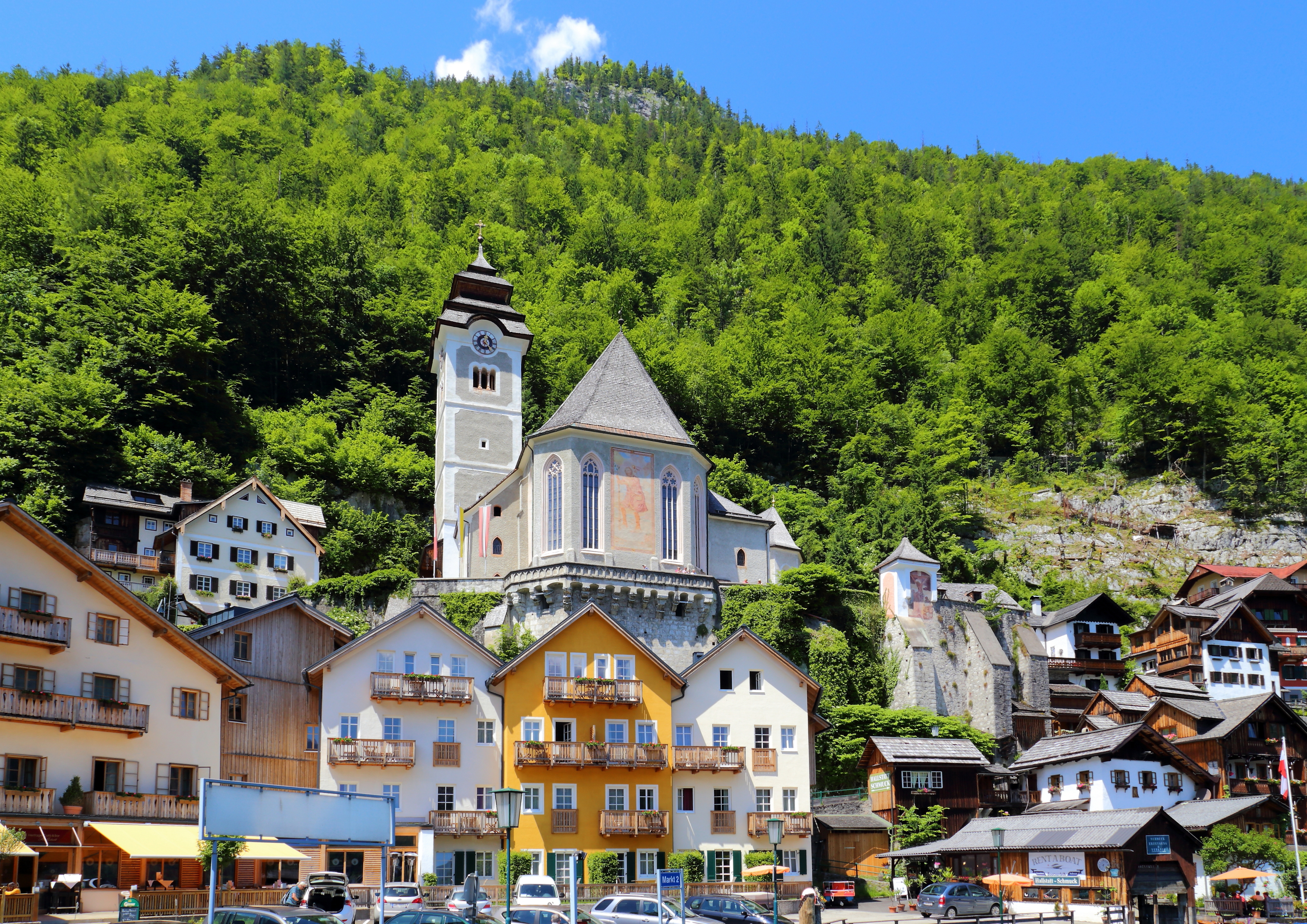
Ostansicht der Pfarrkirche

Die Pfarrkirche Mariä Himmelfahrt, auch Maria am Berg genannt, ist die römisch-katholische Pfarrkirche der Marktgemeinde Hallstatt im oberösterreichischen Salzkammergut. Die Pfarrgemeinde gehört zum Dekanat Bad Ischl der Diözese Linz.

## Baugeschichte

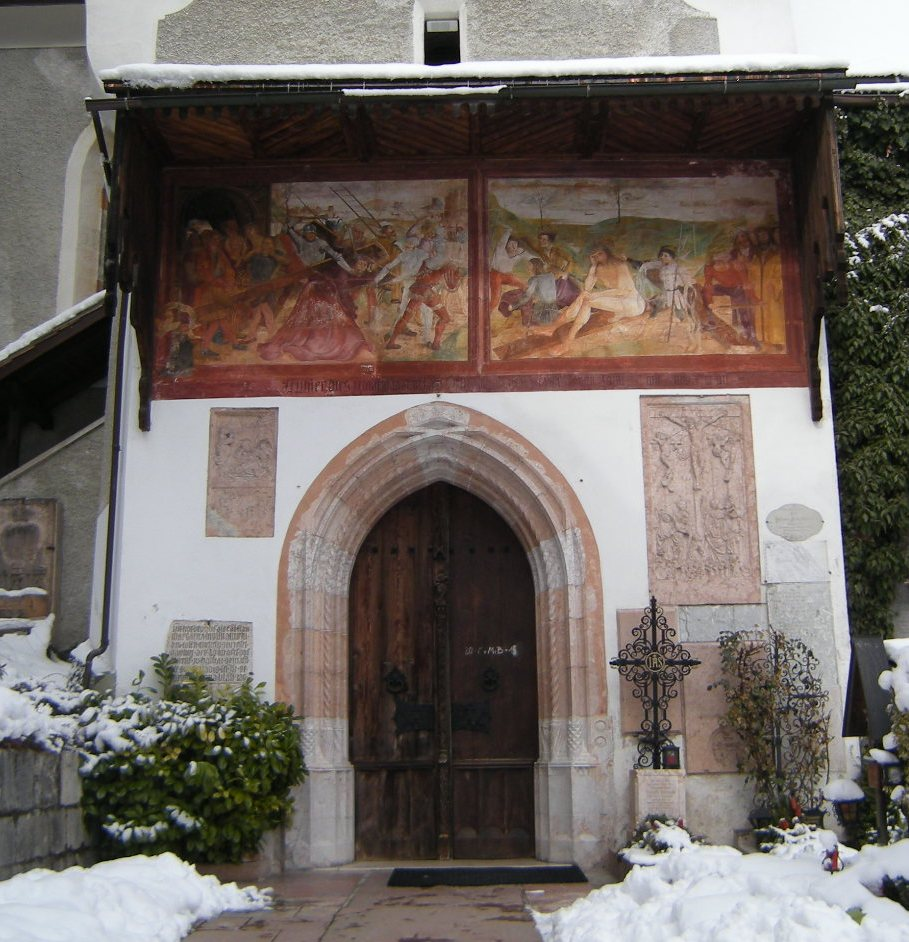
Portal mit Fresken

Die erste katholische Kirche wurde spätestens 1150 errichtet. Von dieser ist noch der Turm erhalten. 1320 wurde die zweite, vergrößerte romanische Kirche von Weihbischof Hermann von Passau als Maria-Hilf Kirche geweiht. In der Spätgotik wurde mit dem Bau der heutigen Kirche auf dem steilen Felsen begonnen. Der heute vorhandene Kirchenraum wurde 1505 beendet. Nach dem großen Brand im Jahre 1750 erhielt der romanische Turm einen barocken Helm.

## Kirchenraum
Der Haupteingang der Kirche ist das große Südportal, das 1519 entstanden ist. Über dem Portal befinden sich zwei Fresken eines unbekannten Meisters der Donauschule. 
Im Vorraum befindet sich eine um 1500 entstandene Kreuzigungsgruppe, die vermutlich vom Meister des Hauptaltares stammt.
Den Innenraum bildet eine zweischiffige Halle, die im Osten in einem Doppelchor endet. Die achteckige Mittelsäule teilt den Raum in einen West- und einen Chorteil. An der westlichen Rückwand schließt ein spätromanischer, überbauter Durchgang an. Bei der Innenrestaurierung 1966/67 und 2002 versuchte man den Zustand von 1500 wiederherzustellen.

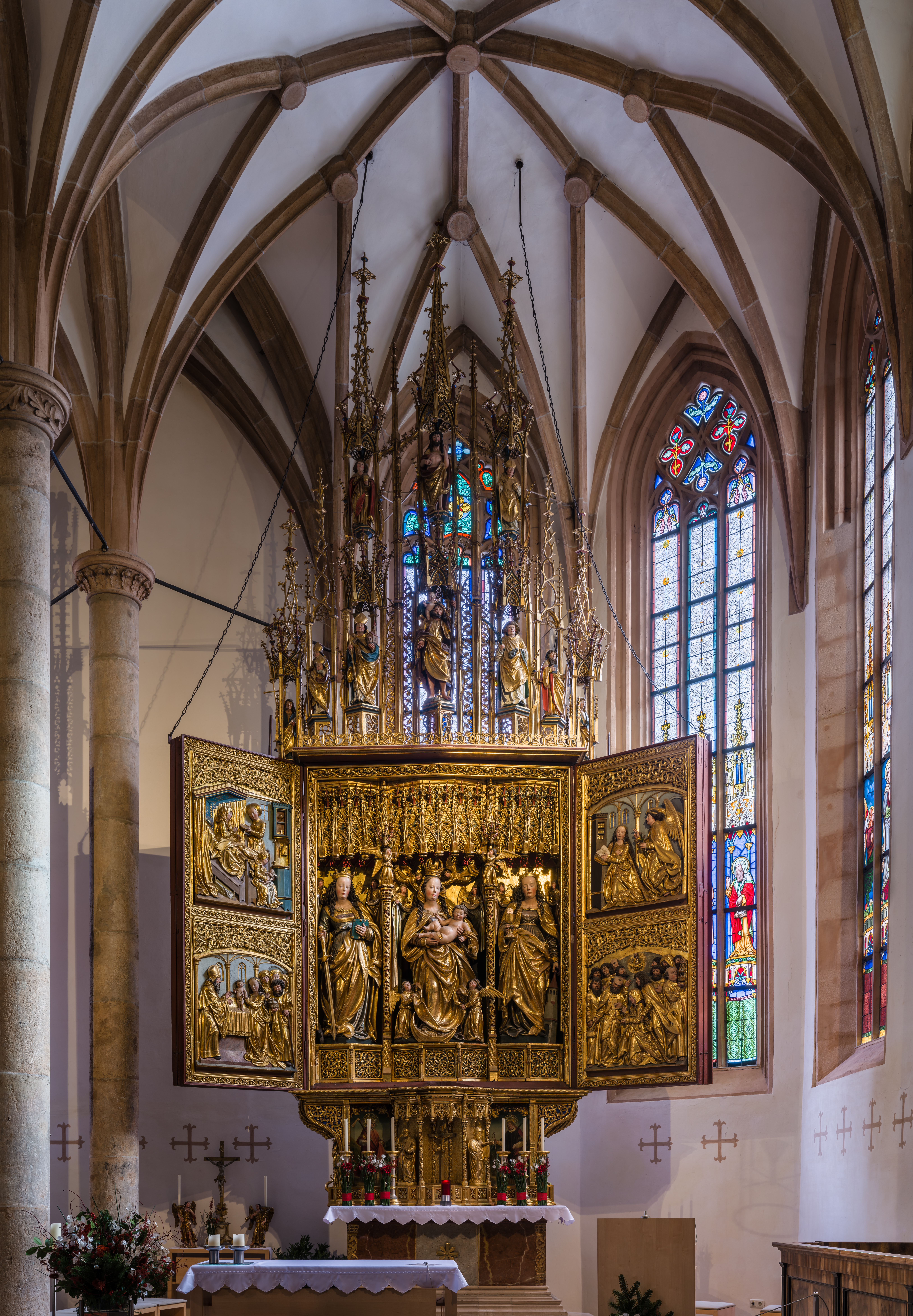
Marienaltar im südlichen Bereich des Doppelchores

Beim Betreten des Innenraums sieht man im Doppelchor zwei Flügelaltäre. 

### Der neugotische Kreuzaltar

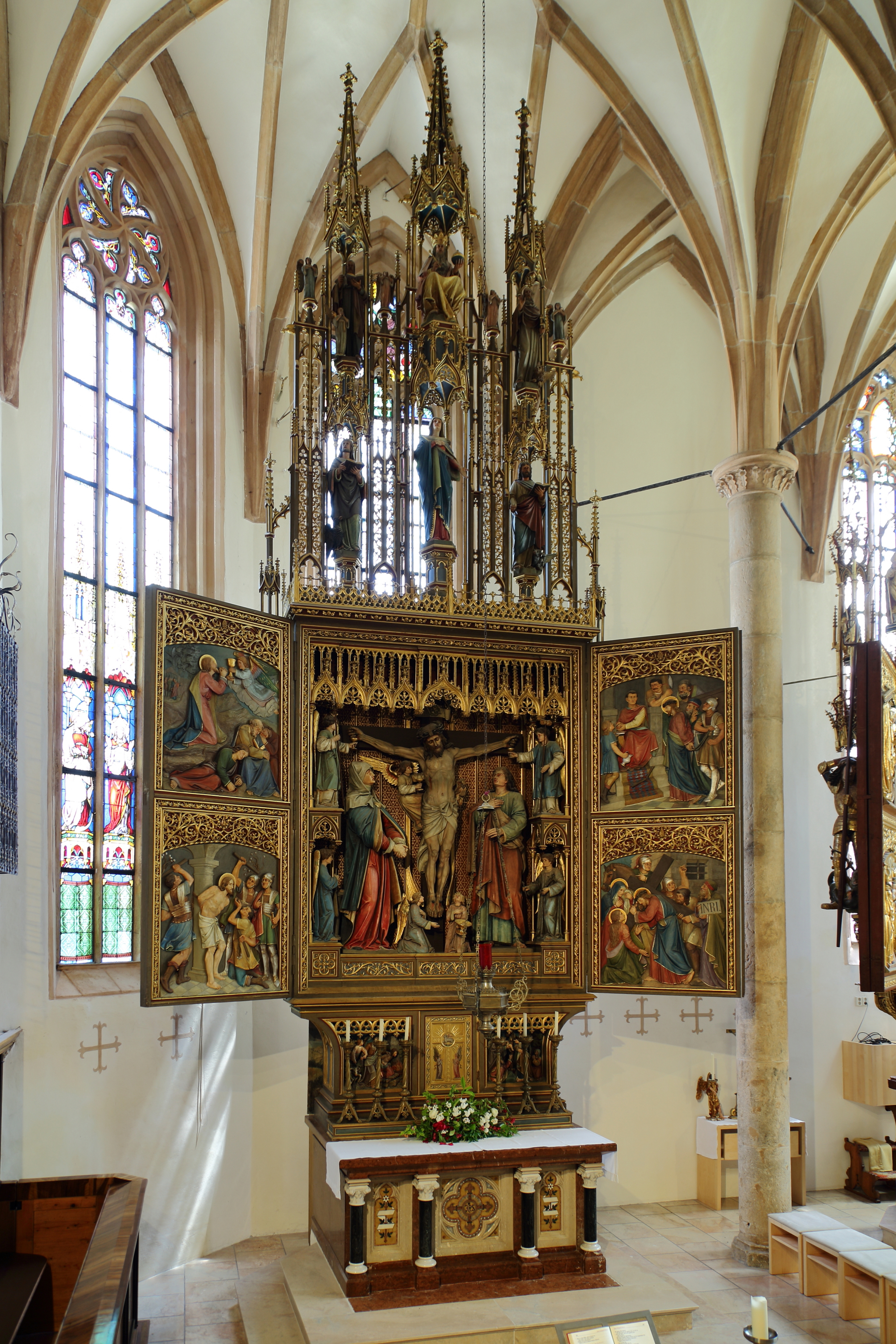
Kreuzaltar im nördlichen Bereich des Doppelchores

Der Altar entstand im Rahmen der Restaurierung und Regotisierung der Kirche in den Jahren 1888 bis 1895. Im Zuge dessen wurde der barocke Aufbau, vor dem die Kreuzigungsgruppe stand, entfernt. Der neugotische Kreuzaltar ist ein Werk der Holzfachschule Hallstatt. Der Altar wurde vom Architekt Hermann von Riewel entworfen und von Lehrern und Schülern in dreijähriger Arbeit hergestellt.

### Kleinerer gotischer Flügelaltar um 1450 –Knappenaltar
Der in Öl auf Goldgrund gemalte Flügelaltar stand ursprünglich in der Hauerkapelle am Salzberg. Dort wurde er von einem barocken Barbara-Altar abgelöst. Knappen haben den Altar versteckt und so vor dem Verbrennen gerettet und der Kirche gestiftet. 1963 bis 1965 wurde er durch das Bundesdenkmalamt restauriert und in der an der Nordseite der Pfarrkirche angebauten Beichtkapelle aufgestellt. 
Das beherrschende Mittelstück stellt eine Kreuzigungsszene dar. Die Flügel zeigen oben die Bischöfe Rupert mit dem Salzfass und Wolfgang mit dem Beil, jeweils zusammen mit einem anderen Bischof. Die beiden Bilder darunter zeigen die Heilige Anna mit Maria und dem Jesuskind (Anna selbdritt) sowie den Heiligen Christophorus. Der Fuß und der obere Abschluss wurden 1897 vom Hallstätter Bildhauer David Binder geschnitzt.
Im Jahr 1987 wurde der Altar um seine 4 Bildtafeln in den Flügeln von Dieben beraubt und die Flügel beschädigt. Die Tafeln wurden danach durch schwarz-weiße Repliken ersetzt.
Im März 2017 wurden die vier auch auf der Rückseite in Öl bemalten Holztafeln von einer auf Kunstdiebstähle spezialisierten Sondereinheit der Carabinieri in Italien anlässlich eines beabsichtigten Verkaufs durch Bildvergleich gefunden und per Razzia dem Vorhaben entzogen. Zunächst wurden die Bildtafeln in Mailand ausgestellt, am 4. Oktober 2017 in Rom an Österreich übergeben und am 10. Oktober in Linz im Rahmen einer Pressekonferenz präsentiert. Nach der Restaurierung wurde der Altar am 20. September 2018 wieder vollständig präsentiert.

### Orgel

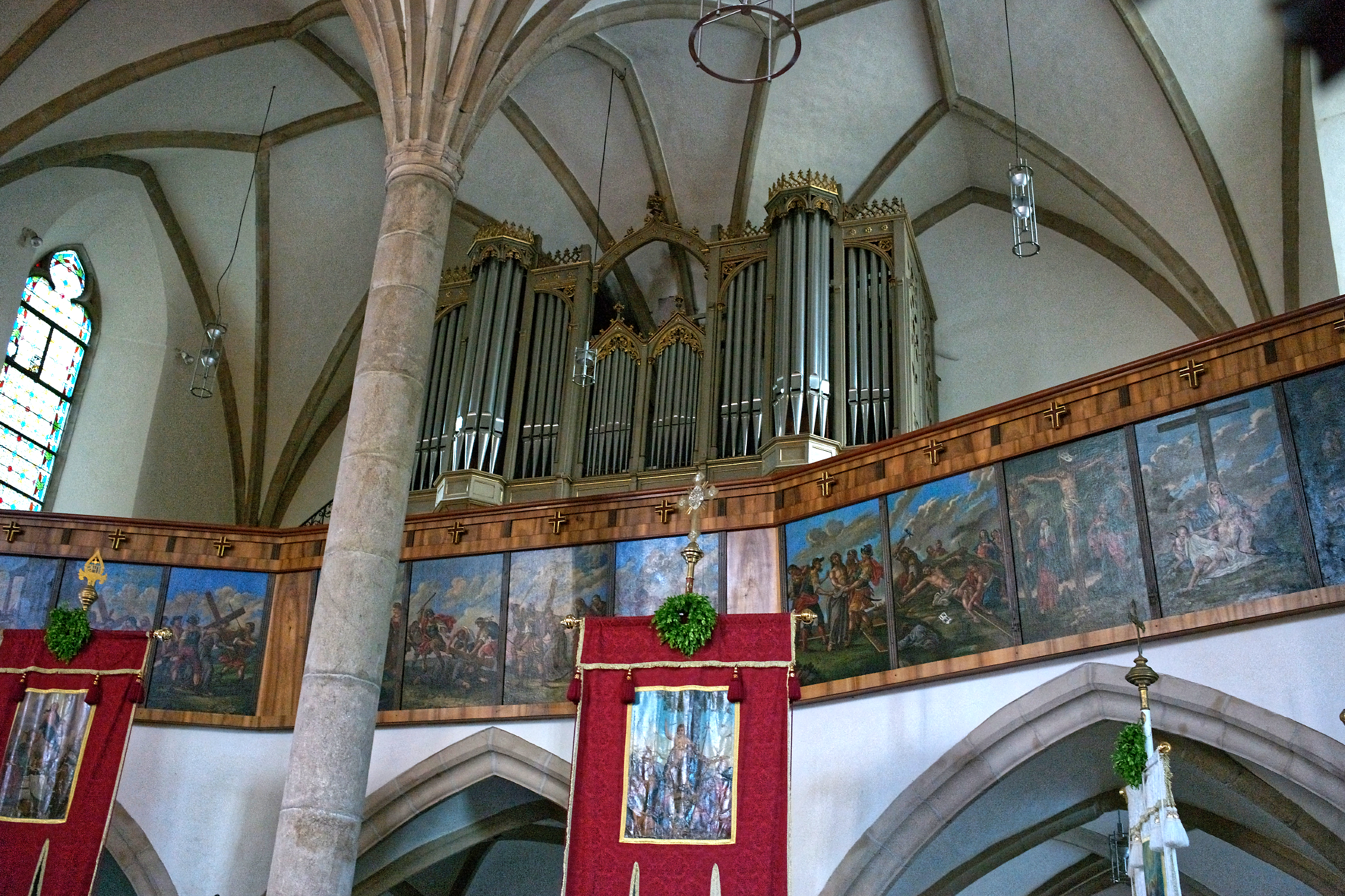
Orgel

1893 wurde die barocke Orgel aus dem Jahr 1741 durch eine neugotische vom Orgelbauer Johann Lachmayr aus Linz-Urfahr ersetzt. 1999 erfolgte durch Orgelbau M. Walcker-Mayer eine Totalsanierung.
| I Hauptwerk C–f3 |                |     |
| 1.               | Bourdon        | 16‘ |
| 2.               | Prinzipal      | 08‘ |
| 3.               | Bourdon        | 08‘ |
| 4.               | Salizet        | 08‘ |
| 5.               | Octave         | 04‘ |
| 6.               | Flauto travers | 04‘ |
| 7.               | Superoctav     | 02‘ |
| 8.               | Mixtur IV-V    | 02‘ |

| II Brustwerk C–f3 |             |       |
| 09.               | Gemshorn 0  | 8‘    |
| 10.               | Rohrflöte   | 8‘    |
| 11.               | Dolce       | 8‘    |
| 12.               | Prästant    | 4‘    |
| 13.               | Violine     | 4‘    |
| 14.               | Cornett III | 2 ⁄3‘ |

| Pedalwerk C–d1 |          |     |
| 15.            | Subbaß   | 16‘ |
| 16.            | Violon   | 16‘ |
| 17.            | Octavbaß | 08‘ |
| 18.            | Octav    | 04‘ |

### Sonstiges
Das Chorgestühl links und rechts des Altares mit Bildern der Apostel waren die Ehrenplätze der Honoratioren der Saline bzw. des Marktes. Das Gestühl wurde Anfang des 18. Jahrhunderts geschnitzt. Es hat in Bad Ischl ein fast identisches Gegenstück. Im Durchbruch zur Seitenkapelle befindet sich der spätgotische Taufstein und die Kanzel aus Marmor und Eichenholz mit Reliefs von den Kirchenvätern. Die Kanzel ist ein Werk der Holzfachschule Hallstatt.

## Michaelskapelle
Geht man durch den Friedhof, der sowohl den evangelischen als auch den katholischen Christen dient, kann man an der Felswand die gotische Michaelskapelle sehen. Das Jahr 1313 gilt als frühestes, das man für die Kapelle dokumentarisch als gesichert annehmen kann. Im Unterbau befindet sich das Beinhaus, in dem seit ca. 1600 die Knochen und Schädel aus dem Friedhof aufbewahrt werden.